# YesAllWomen

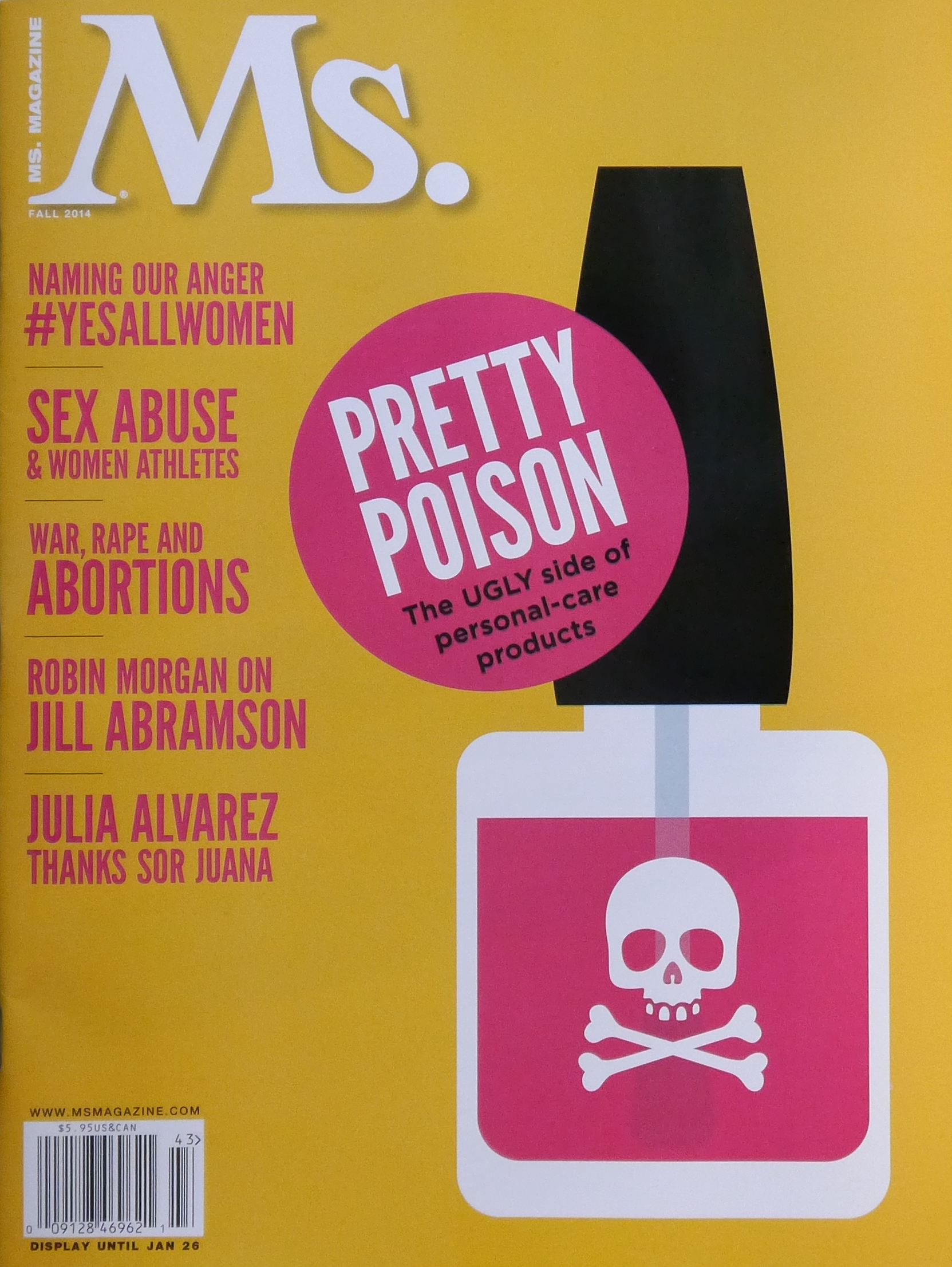
1. YesAllWomen apareix en la portada de l'edició de tardor de 2014 de la revista Ms

|  | El títol d'aquest article és incorrecte a causa de limitacions tècniques. El títol correcte de l'article és #YesAllWomen. |

#YesAllWomen (en català «#SíTotesLesDones») és un hashtag de Twitter i una campanya a les xarxes socials en la qual els usuaris donen exemples o expliquen històries de misogínia i violència contra la dona.
Utilitzat per primera vegada durant les converses en línia que es van generar després de la massacre a l'Isla Vista de 2014, el hashtag es va popularitzar el maig del 2014 i va estar creat en part en resposta al hashtag de Twitter #NotAllMen. #YesAllWomen va reflectir una campanya en la qual la base era que les dones compartissin les seves històries personals d'assetjament i discriminació. #YesAllWomen va intentar augmentar la conscienciació sobre el sexisme que les dones experimenten sovint de persones que coneixen.

## Origen
Després de la massacre a Isla Vista, Califòrnia, la qual va deixar sis morts i catorze ferits, l'activitat a Internet de l'assassí va ser catalogada com misògina i l'odi a les dones com un factor clau per perpetrar els assassinats. Arran d'aquesta massacre i la campanya que va generar, alguns usuaris de Twitter van argumentar que «no tots els homes» (#NotAllMen) són així, o cometrien tals delictes. Uns altres van respondre satiritzant aquests arguments i qualificant-los com a defensius i evasius davant un tema tan incòmode com és la violència i el sexisme.
En reacció al hashtag «#NotAllMen», una usuària de Twitter anònima va crear «#YesAllWomen» per expressar que totes les dones són afectades per sexisme i misogínia, encara que no tots els homes siguin sexistes. Algunes fonts van informar que la creadora del hashtag era la usuària de Twitter @gildedspine, que es va confirmar quan The Toast va publicar una reflexió sobre ella en l'aniversari del hashtag l'any 2015. #YesAllWomen ràpidament va ser usat per dones a través de plataformes digitals per compartir les seves experiències sobre sexisme i assetjament sexual. Alguns exemples de tweets expressaven: «'Tinc parella' és la manera més fàcil d'aconseguir que un home et deixi en pau. Perquè respecta un altre home més que a tu.», «No hauria d'haver de sostenir les claus del meu cotxe com una arma i mirar per sobre de les meves espatlles cada segon quan camino a la nit» i «perquè cada dona té una història sobre un home que se sent amb drets sobre el seu cos».

## Assoliments i impacte
Durant els quatre dies següents a la primera vegada que es va usar #YesAllWomen, el hashtag va ser utilitzat a Twitter 1.2 milions de vegades, superant a predecessors que també van intentar cridar l'atenció sobre la violència i el sexisme cap a les dones. Quatre dies després de ser twitejat, la comentarista de The Guardian Jessica Valenti va escriure que #YesAllWomen va ajudar a il·lustrar la prevalença del sexisme quotidià en contra de les dones. Rebecca Solnit ho va descriure com un moment decisiu «en el qual podries veure el canvi succeint» i ho va acreditar per popularitzar el concepte de «dret sexual», el qual es refereix a la fúria masculina cap a les dones quan no es veuen satisfetes les seves necessitats emocionals o sexuals. En una entrevista amb Democracy Now!, Solnit va declarar que el hashtag va ajudar a canviar la manera de com la societat parla sobre la violació. Cynthia Calkins Mercado, una professora de psicologia, va dir a The Kansas City Star que el hashtag va canviar la seva opinió sobre la prevalença de la misogínia en societat nord-americana. Escrivint per The New Yorker, Sasha Weiss es va referir a la campanya com «una classe de monument commemoratiu, una severa demanda per una societat més justa», i va lloar Twitter com un vehicle potent per a l'activisme.

### Controvèrsia de caricatures
L'1 de juny del 2014, els dibuixants Michael Kupperman i David Rees van planificar publicar una caricatura política titulada «Testosterone Entitlement Theatre Presents: The Man-Babies in 'Hashtag Harassment'!» («Teatre 'Dret de testosterona' presenta: Els homes bebès a 'Assetjament per hashtag'») per al lliurament del diumenge de «See Something, Say Something» de The New York Times que va satiritzar la resposta del moviment dels drets de l'home al hashtag. No obstant això, el diari va creure que els temes (ràbia masculina, assetjament en línia i el hashtag #yesallwomen) eren massa sensibles per publicar-ho i es van negar a imprimir-ho. En resposta a la decisió d'editorial, tant Kupperman com Rees van publicar la caricatura de manera independent. Aquell cap de setmana, The New York Times va publicar un còmic diferent per Brian McFadden que va abordar temes similars.

### Crítica
Samantha Levine, una columnista en The Daily Beast, va escriure que comparar les restriccions de codi de vestimenta i als homes que xiulen a dones amb la massacre d'Isla Vista podria suposar que les dones que han estat víctimes de violència no siguin preses de debò quan utilitzen el hashtag. Emily Shire va criticar alguns dels tuits #YesAllWomen com a trivials en el context de la massacre d'Isla Vista, citant exemples com «Mai he vist un marit sexy amb una dona grossa en una comèdia de televisió».